# آب‌انبار حاج آقا بابا
آب‌انبار حاج آقا بابا مربوط به دوره قاجار است و در اردکان، خیابان آیت ا خامنه‌ای، خیابان آیت ا فکور، کوچه شهید فتاحی واقع شده و این اثر در تاریخ ۱ مهر ۱۳۸۲ با شمارهٔ ثبت ۱۰۴۳۴ به‌عنوان یکی از آثار ملی ایران به ثبت رسیده‌است.